# Um Mitternacht, WAB 90
Um Mitternacht (À minuit), WAB 90, est une œuvre chorale composée par Anton Bruckner, en 1886, sur un texte de Robert Prutz.
Environ vingt ans plus tôt Bruckner avait déjà composé une œuvre sur le même texte.

## Historique
Bruckner composa l'œuvre sur un texte de Robert Prutz le 11 février 1886, pour la Strassburger Männer-Sangverein (association des chorales d'hommes de Strasbourg). La pièce a été exécutée le 15 avril 1886 par la Liedertafel Frohsinn dans le Städischer Volksgartensalon. En raison des difficultés d'exécution (fredonnement des voix et les nombreuses modulations), le chœur était accompagné par une harpe,.
L'œuvre, dont le manuscrit original est archivé à l'Österreichische Nationalbibliothek, a été publié la même année par la Strassburger Sängerhaus, et par la suite (1911) par Viktor Keldorfer (Universal Edition), ensemble avec la version précédente (WAB 89) et l'autre « chant de minuit » (Mitternacht, WAB 80),.
L'œuvre est éditée dans le Volume XXIII/2, no 33 de la Bruckner Gesamtausgabe.

## Composition
L'œuvre utilise le texte de Robert Prutz, que Bruckner avait déjà utilisé pour Um Mitternacht, WAB 89.
L'œuvre de 93 mesures en fa mineur est conçue pour chœur d'hommes (TTBB) et soliste ténor. La 1re strophe est chantée par le chœur. La 2e strophe (In süssen unbelauschten Tränen, mesure 31) et la 3e strophe sont chantées par le soliste ténor avec accompagnement de fredonnement des voix. La 4e strophe (So tönet oft das stille Läuten, mesure 58) est chantée par le chœur.

## Discographie
Um Mitternacht, WAB 90, est moins populaire que la version précédente WAB 89. Une sélection parmi les quelques enregistrements :
- Guido Mancusi, Chorus Viennensis, Herbert Lippert (ténor), Musik, du himmlisches Gebilde! – CD : ORF CD 73, 1995
- Thomas Kerbl, Männerchorvereinigung Bruckner 12, Weltliche Männerchöre – CD : LIVA054, 2012

## Sources
- Anton Bruckner – Sämtliche Werke, Band XXIII/2: Weltliche Chorwerke (1843-1893), Musikwissenschaftlicher Verlag der Internationalen Bruckner-Gesellschaft, Angela Pachovsky et Anton Reinthaler (Éditeurs), Vienne, 1989
- Cornelis van Zwol, Anton Bruckner 1824-1896 – Leven en werken, uitg. Thot, Bussum, Pays-Bas, 2012.  (ISBN 978-90-6868-590-9)
- Uwe Harten, Anton Bruckner. Ein Handbuch. Residenz Verlag, Salzbourg, 1996.  (ISBN 3-7017-1030-9).